# Boris Makoev
Boris Makoev (in russo Борис Ахсарбекович Макоев?; 22 gennaio 1993) è un lottatore russo naturalizzato slovacco, specializzato nella lotta libera, vicecampione del mondo a Parigi 2017.

## Biografia
Originario dell'Ossezia ha gareggiato per la Russia sino al 2016. In seguito ha rappresentato la Slovacchia.
Ai mondiali di Parigi 2017 si è aggiudicato la medaglia d'argento nel torneo degli -86 chilogrammi, dopo essere rimasto sconfitto in final contro l'iraniano Hassan Yazdani.
Ai campionati europei di Roma 2020 ha vinto la medaglia di bronzo nel torneo degli -86 chilogrammi.

## Palmarès

### Per la Slovacchia
- Mondiali

Parigi 2017: argento negli -86 kg
- Europei

Roma 2020: bronzo negli -86 kg.